# Sylvester und Tweety (Fernsehserie)
Sylvester und Tweety (auch Die Sylvester und Tweety Stunde; Originaltitel: The Sylvester & Tweety Mysteries) ist eine US-amerikanische Zeichentrickserie von Warner Bros., die Teil des Looney-Tunes-Franchises ist. Von 1995 bis 2002 entstanden in fünf Staffeln insgesamt 52 Folgen mit einer Länge von jeweils etwa 20 Minuten. Die Erstausstrahlung erfolgte am 9. September 1995 auf dem Sender The WB.

## Handlung
Die Serie handelt von den Abenteuern der Figuren Sylvester und Tweety, die zusammen mit Granny und Hector rund um die Welt reisen, um allerlei mysteriöse Kriminalfälle zu lösen. Dabei muss der Kanarienvogel Tweety immer wieder darauf achtgeben nicht von Kater Sylvester gefressen zu werden, während sich dieser stets vor der Bulldogge Hector zu hüten hat, die als Tweetys Beschützer auftritt.

## Hintergrund
Ab der zweiten Staffel sind alle Folgen der Serie in zwei rund 10-minütige Segmente unterteilt. Neben den vier Hauptfiguren traten über die gesamte Serie hinweg auch etliche weitere bekannte Figuren aus dem Looney-Tunes-Universum auf, so etwa Yosemite Sam, Pepé le Pew, Elmer Fudd, Taz, Speedy Gonzales, Daffy Duck, Foghorn Leghorn, Marvin der Marsmensch, Road Runner und Colonel Rimfire sowie des Öfteren auch Cool Cat. Als deutsche Synchronsprecher sind Bernd Schramm für Sylvester, Bernard Rüfenacht für Tweety und Bettina Schön für Granny zu hören. In der Originalversion werden Sylvester und Tweety von Joe Alaskey, Granny von June Foray und Hector von Frank Welker gesprochen.

## Veröffentlichung
Die originale Erstausstrahlung der Serie erfolgte vom 9. September 1995 bis zum 13. Dezember 2002 auf dem US-amerikanischen Sender The WB, wobei die letzte Folge erstmals auf Cartoon Network veröffentlicht wurde. 1997 erschienen mit Sylvester & Tweety Mysteries – Was gibt’s Neues Miezekatze?, Sylvester & Tweety Mysteries – Einmal Dublin und zurück sowie Sylvester & Tweety Mysteries – Doppeltes Risiko drei deutschsprachige VHS zur Serie, die jeweils zwei Folgen enthalten.
| Staffel | Episodenanzahl | Erstausstrahlung USA | Erstausstrahlung USA |
| Staffel | Episodenanzahl | Staffelpremiere      | Staffelfinale        |
| ------- | -------------- | -------------------- | -------------------- |
| 1       | 13             | 9. September 1995    | 17. Februar 1996     |
| 2       | 8              | 7. September 1996    | 22. Februar 1997     |
| 3       | 13             | 13. September 1997   | 16. Mai 1998         |
| 4       | 13             | 19. September 1998   | 1. Mai 1999          |
| 5       | 5              | 18. September 1999   | 13. Dezember 2002    |

## Auszeichnungen
Annie Award
- 1997: Gewonnen – June Foray für ihre Sprechrolle als Granny in der Kategorie „Best Individual Achievement: Voice Acting by a Female Performer in a TV Production“
- 1997: Nominierung in der Kategorie „Best Individual Achievement: Storyboarding in a TV Production“ für Carolyn Gair (für die Folge Nicht von dieser Welt)
- 1998: Gewonnen – June Foray für ihre Sprechrolle als Granny in der Kategorie „Outstanding Individual Achievement for Voice Acting by a Female Performer in an Animated Television Production“
- 1998: Nominierung in der Kategorie „Outstanding Individual Achievement for Production Design in an Animated Television Production“ für Mike Lowery (für die Folge An die Kuchen, fertig, los!)
- 1999: Nominierung in der Kategorie „Outstanding Individual Achievement for Music in an Animated Television Production“ für J. Eric Schmidt und Cameron Patrick (für die Folge San Francisco sehen und stauen)

Daytime Emmy Award
- 1998: Nominierung in der Kategorie „Outstanding Special Class Animated Program“ für Jean MacCurdy, Tom Minton, James T. Walker, Tim Cahill, Julie McNally Cahill, Karl Toerge, Al Zegler und Warner Bros. Television
- 1999: Nominierung in der Kategorie „Outstanding Special Class Animated Program“ für Jean MacCurdy, Tom Minton, James T. Walker, John Behnke, Rob Humphrey, Jim Peterson, Karl Toerge, Andrea Romano, Charles Visser und Al Zegler
- 2000: Nominierung in der Kategorie „Outstanding Special Class Animated Program“ für Jean MacCurdy, Tom Minton, James T. Walker, John Behnke, Rob Humphrey, Jim Peterson, Brian Chin, Karl Toerge, Andrea Romano und Charles Visser